# Баткушичи
Баткушичи (серб. Баткушићи / Batkušići) — село в общине Вишеград Республики Сербской Боснии и Герцеговины. Население составляет 14 человек по переписи 2013 года.

## Население[3]
По данным на 1991 год, в селе проживали 34 человека, все — бошняки.